# Mingulay

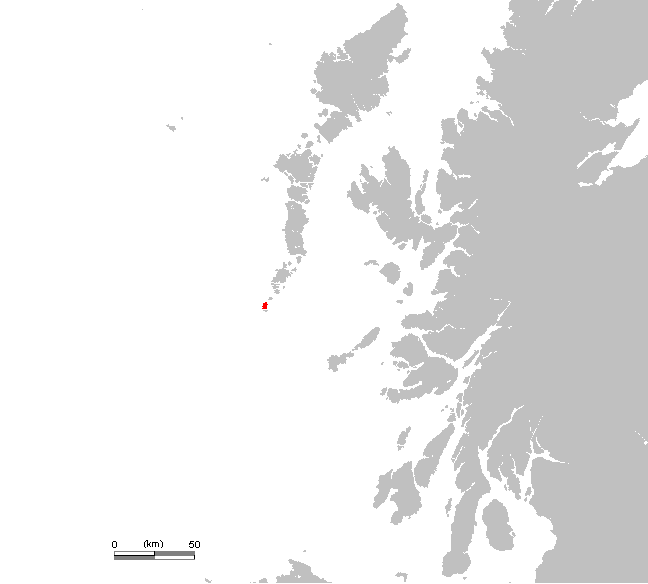
Localització de Mingulay.

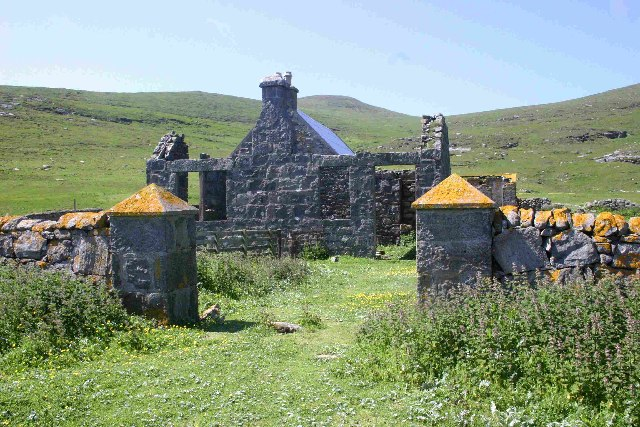
Les ruïnes de la vella escola.

Mingulay (Miughalaigh o Miùghlaigh en gaèlic escocès) és la més gran de les Illes de Barra a les Hèbrides Exteriors, a Escòcia. L'illa roman deshabitada des de 1912 Ocupa una extensió de 640 hectàrees i té com a punt més elevat el Càrnan amb 273 metres msnm.
L'illa és coneguda per les seves nombroses poblacions d'aus marines, especialment de fraret (Fratercula arctica), Somorgollaire comuna (Uria aalge), Corb marí emplomallat (Phalacrocorax aristotelis), fulmar (Fulmarus sp.) i Gavot (Alca torda).
La National Trust for Scotland és propietària de l'illa des de l'any 2000.